# سد کرخه
سد کرخه، یکی از بزرگ‌ترین سدهای خاکی دنیا و بزرگ‌ترین سد خاکی در خاورمیانه است که بر روی رودخانهٔ کرخه در بخش الوار گرمسیری شهرستان اندیمشک و استان خوزستان ساخته شده‌است.
کرخه با تاجی به طول ۳٬۰۳۰ متر و ارتفاع ۱۲۷ متر از لحاظ حجم بدنه، بزرگ‌ترین سد تاریخ ایران است و با حجم مخزنی به میزان ۷ میلیارد و ۳۰۰ میلیون مترمکعب، بزرگ‌ترین دریاچهٔ مصنوعی ایران را پدیدآورده است. عملیات اجرایی این سد در سال ۱۳۷۰ آغاز و در سال ۱۳۸۰ به پایان رسیده‌است. متوسط تولید انرژی سالیانهٔ این نیروگاه روزمینی ۹۳۴ میلیون کیلووات ساعت است. نیروگاه این سد با ظرفیت ۴۰۰ مگاوات از زمان بهره‌برداری در سال ۱۳۸۱ تا پایان سال ۱۳۸۷ توانسته بیش از ۴٬۹۴۱ میلیون کیلووات بر ساعت برق تولید کند.  ازجمله پروژه‌های مهمی که در کنار این طرح اجرا شده ساخت تونل دشت عباس است. این تونل به منظور انتقال آب مورد نیاز برای آبیاری اراضی دشت عباس از دریاچهٔ سد کرخه، به صورت تحت فشار، به طول ۶٬۰۹۷ متر و قطر داخلی ۵٫۵ متر ساخته شده‌است.

## اهداف پروژهٔ سد کرخه
- تأمین و تنظیم آب جهت آبیاری ۳۲۰ هزار هکتار از اراضی پایین‌دست، دشت‌های پای پل (اوان - ارایض - دوسالق و باغه) و همچنین دشت‌های حمیدیه و قدس واقع در شمال غربی و غرب استان خوزستان، دشت آزادگان، دشت عباس، فکه و عین خوش واقع در جنوب غربی استان ایلام
- تولید انرژی برقابی به میزان ۹۳۴ گیگا وات ساعت در سال
- کنترل سیل‌های مخرب رودخانه و جلوگیری از خسارات ناشی از آن[۹]

## اقتصاد طرح
طبق برآورد اولیهٔ هزینه‌های اجرای پروژه بالغ بر ۴٬۹۰۰ میلیارد ریال بوده که از طریق منابع عمومی، تسهیلات خارجی (فاینانس، وام و …)، سایر منابع (منابع داخلی، تسهیلات بانکی داخلی، اوراق مشارکت و …) تأمین گردیده‌است. نسبت فایده به هزینه (B/C) برابر ۱/۳ و نرخ بازگشت داخلی آن ۸٫۱ درصد می‌باشد. منافع حاصل از تولید برق متعلق به این طرح طی برآورد اولیه، درآمد سالانه بالغ بر ۵۹۹ میلیارد ریال (بر حسب هر کیلووات ساعت ۶۴۲ ریال) بوده و درآمد حاصل از فروش برق از زمان بهره‌برداری تاکنون برابر ۲٬۴۰۱ میلیارد ریال می‌باشد. در بخش منافع حاصل از مهار سیلاب، این سد پس از آبگیری توانسته‌است بیش از ۴۰ سیلاب مخرب را مهار نماید.

## ویژگی‌های طرح
- بزرگ‌ترین سد تاریخ ایران از لحاظ حجم بدنه و طول سد؛
- دارای بزرگ‌ترین دریاچهٔ مصنوعی کشور؛
- تأمین و تنظیم آب جهت آبیاری ۳۴۰ هزار هکتار از اراضی پایین دست.[۸]

## رودخانهٔ کرخه

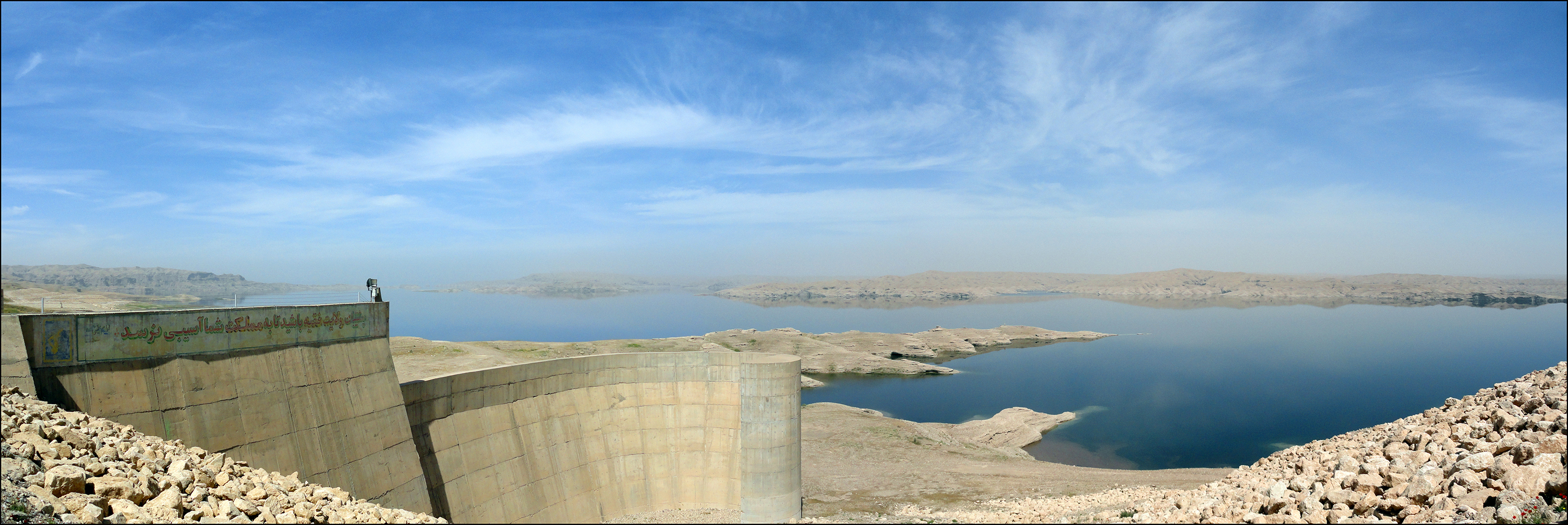
نگاره ای از سد کرخه

### موقعیت و مشخصات رودخانهٔ کرخه
رودخانهٔ کرخه از مناطق میانی و جنوب‌غربی رشته‌کوه‌های زاگرس در نواحی غرب و شمال غرب کشور سرچشمه گرفته و پس از طی مسافتی در حدود ۹۰۰ کیلومتر در امتداد شمال به جنوب، سرانجام در مرز مشترک ایران و عراق به مرداب هورالعظیم می‌رسد. رودخانهٔ کرخه پس از رودخانه‌های کارون و دز سومین رودخانهٔ بزرگ ایران از دیدگاه آب‌دهی محسوب می‌شود. حوضه آبریز رودخانهٔ کرخه به وسعت حدود ۴۳ هزار کیلومتر مربع، میان ۴۶ درجه و ۵۷ دقیقه تا ۴۹ درجه و ۱۰ دقیقه طول شرقی و ۳۱ درجه و ۴۸ دقیقه تا ۳۴ درجه و ۵۸ دقیقه عرض شمالی واقع شده‌است و شامل استان‌های همدان، کرمانشاه، کردستان، ایلام، لرستان و خوزستان می‌باشد.

### سرشاخه‌های رودخانهٔ کرخه
سرشاخه‌های اصلی تشکیل‌دهندهٔ رودخانهٔ کرخه، رودخانه‌های سیمره، کشکان، قره‌سو، گاماسیاب و چرداول هستند. یکی از مشخصه‌های طبیعی رودخانهٔ کرخه احتمال وقوع سیلاب و خطرات ناشی از آن است.

## موقعیت جغرافیایی سد و نیروگاه
سد مخزنی و نیروگاه برق‌آبی کرخه در فاصلهٔ ۲۲ کیلومتری شمال غرب اندیمشک در استان خوزستان (در جنوب غربی ایران) احداث گردیده‌است. این پروژهٔ بزرگ در ۴۸ درجه و ۷/۸ دقیقه طول شرقی و نیز ۳۲ درجه و ۲۹/۶ دقیقه شمال در منطقهٔ کرخه واقع شده‌است. رودخانهٔ کرخه در بالادست محور سد ۹۰ درجه تغییر جهت داده و در نتیجه دریاچه سد در سمت راست محور سد واقع گردیده‌است.

## زمین‌شناسی سد کرخه

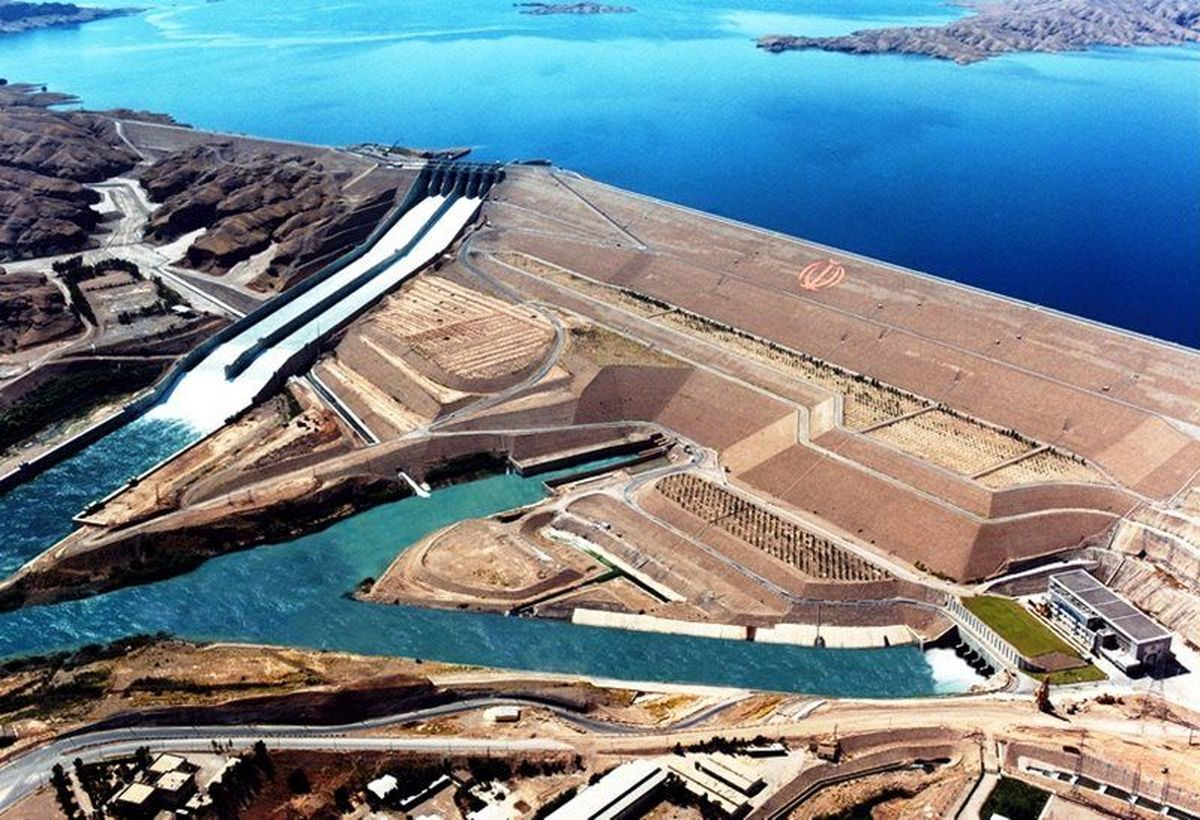
سد کرخه و کانال سرریز سیلاب

سد مخزنی کرخه در حاشیهٔ جنوب غربی بخش چین‌خوردهٔ رشته‌کوه‌های زاگرس قرار گرفته‌است. تپه و بلندی‌های منطقه از کنگلومرای سازند بختیاری و رسوبات نرم سازند آغاجاری تشکیل شده‌است بخش عمدهٔ بالادست و ناحیهٔ مخزن از سازند آغاجاری تشکیل یافته که از تناوب لایه‌های ماسه‌سنگ و گل‌سنگ تشکیل شده‌است و به سمت بالا دارای لایه‌های میکرو کنگلومرایی است. قسمت بالایی این سازند را بخش لهبری تشکیل می‌دهد که تناوبی از ماسه‌سنگ و گل‌سنگ می‌باشد و وضعیت مناسبی را برای ایجاد سفره‌های تحت فشار، پدیدآورده است.
بخش پایین‌دست دریاچه تا محور سد را کنگلومرای بختیاری با سیمان ضعیف تشکیل می‌دهد. کنگلومرای بختیاری به دو واحد سنگی BK1 و BK2 تقسیم شده‌است که توسط یک لایه گل‌سنگی از هم جدا شده‌اند. واحد BK1 بخش پایین سازند بختیاری را تشکیل می‌دهد و افزون بر لایه‌های گل‌سنگی دارای عدسی‌های ماسه‌سنگی نیز می‌باشد. واحد BK2، بخش بالایی سازند بختیاری را به‌وجود می‌آورد که متشکل از کنگلومرای یکپارچه با عدسی‌های ماسه‌سنگی و گل‌سنگی است.
ناحیهٔ مورد مطالعه در پلتفرم عربی واقع است. ساختگاه سد و دریاچهٔ آن در قسمت شمال فروافتادگی دالپری قراردارد. شیب لایه‌ها ۱۲–۷ درجه در منتهی‌الیه دریاچه و ۴–۳ درجه در نزدیکی ساختگاه می‌باشد. نظر به اینکه شیب لایه‌بندی‌ها کم و ناپیوستگی‌ها نیز نادر می‌باشند، زمین‌لغزه‌ای در حاشیهٔ دریاچهٔ آتی مشاهده نشده‌است. ریزش در شیروانی‌های کنگلومرایی دریاچه محتمل است ولی روند آن آهسته و مداوم پیش‌بینی شده و ایمنی سازه‌های هیدرولیکی را به مخاطره نخواهد انداخت.

## مخزن سد (دریاچه)
- حجم مخزن در تراز بهره‌برداری۲۲۰ متر: ۵۳۴۶/۸ میلیون مترمکعب (قبل از رسوبگذاری)
- حجم مخزن در حداقل تراز بهره‌برداری (تراز ۱۶۰ متر): ۴۳۰ میلیون مترمکعب
- حجم مفید مخزن: ۳۹۰۳/۸۱ میلیون مترمکعب (بعد از رسوب گذاری)
- حجم غیر مفید مخزن: ۱۴۴۳ میلیون مترمکعب
- تراز آب در هنگام وقوع سیل حداکثر: ۲۳۰/۹ متر
- مساحت دریاچه در تراز بهره‌برداری ۲۲۰ متر: ۱۶۲/۴۷کیلومتر مربع
- طول دریاچه در تراز بهره‌برداری ۲۲۰ متر: حدود ۶۰ کیلومتر

## اطلاعات فنی نیروگاه
| مشخصات کلی نیروگاه                        | مشخصات کلی نیروگاه                  |
| ----------------------------------------- | ----------------------------------- |
| نوع نیروگاه                               | آبی روزمینی                         |
| انرژی متوسط سالیانه                       | ۹۳۴ گیگا وات ساعت                   |
| ظرفیت نیروگاه                             | ۴۰۰ مگاوات                          |
| نوع توربین                                | فرانسیس عمودی                       |
| مشخصات تجهیزات نیروگاه                    |                                     |
| تعداد توربین                              | ۳ واحد                              |
| تعداد و نوع ژنراتورها                     | ۳ سنکرون عمودی                      |
| قدرت هر توربین                            | ۱۳۶ مگاوات                          |
| قدرت خروجی هر ژنراتور                     | ۱۴۰ مگاوات                          |
| راندمان حداکثر                            | ۹۵ درصد                             |
| ولتاژ اسمی هر ژنراتور                     | ۱۳/۸ کیلووات                        |
| ارتفاع طراحی توربین                       | ۹۳ متر                              |
| سرعت چرخش ژنراتور                         | ۱۵۰ دور در دقیقه                    |
| خروج آب از توربین در حداکثر بار           | ۱۵۹/۵۴ متر مکعب در رقوم حداکثر مخزن |
| جریان اسمی ژنراتور                        | ۸۰۰۰ آمپر                           |
| سازنده توربین                             | هاربین                              |
| سازنده ژنراتور                            | الین                                |
| دبی متوسط آب خروجی برای تولید برق         | ۱۴۵ مترمکعب بر ثانیه                |
| مشخصات ساختمان نیروگاه                    |                                     |
| طول ساختمان                               | ۱۱۷/۵ متر                           |
| عرض ساختمان                               | ۵۳ متر                              |
| ارتفاع ساختمان                            | ۵۵ متر                              |
| مشخصات پایاب نیروگاه                      |                                     |
| شامل یک کالورت ۶ دهانه‌ای و یک کانال روباز |                                     |
| طول کالورت                                | ۶۰ متر                              |
| تراز آب پایاب                             | ۱۱۵ متر از سطح دریا                 |
| طول کانال                                 | ۳۰۰ متر                             |
| عرض کانال                                 | ۶۳/۳ متر                            |
| پانویس                                    |                                     |